# أولاد عثمان (صاكة)
أولاد عثمان هي إحدى مشيخات المملكة المغربية، تتبع جغرافيا لإقليم جرسيف وإداريًا لصاكة. يقدر عدد سكانها بـ 2425 نسمة حسب الإحصاء الرسمي للسكان والسكنى لسنة 2004.